# 41e régiment d'infanterie (France)
Le 41e Régiment d'infanterie (41e RI) est un régiment d'infanterie de l'Armée de terre française créé sous la Révolution à partir du régiment de Boyons (1634), un régiment français d'Ancien Régime.
Il est dissous en 1999. Son drapeau a été confié au groupement de recrutement et de sélection Nord-Ouest (GRS NO).

## Création et différentes dénominations
- 3 octobre 1634 : Régiment de Boyons
- 1638 - 1659 : Régiment d'Huxelles
- 1659 - 1661 : Mazarin-Français
- 1661 - 1791 : Régiment de la Reyne - infanterie
- - 1661 - 1776 : N°24
- - 1776 - 1790 : N°42
- 1er janvier 1791 : Tous les régiments prennent un nom composé du nom de leur arme avec un numéro d’ordre donné selon leur ancienneté. Le régiment de La Reine, prend le n° 41, par suite de la cassation du régiment du Roi (n°23), rétrogradé au n°105, par décret du 12 septembre 1790, pour avoir pris part aux troubles de Nancy, le 26 août de la même année et devient le 41e Régiment d'infanterie de ligne ci-devant La Reine.
- 1796 : 41e demi-brigade de deuxième formation
- 1803 : dissolution
- 12 mai 1814 : 41e régiment d’infanterie de ligne
- 1815 : Légion de l'Aude
- 23 octobre 1820 : Renommée 41e légion du Haut-Rhin et bis d'Ille-et-Vilaine elle est amalgamée, et renommée 41e régiment d'infanterie de ligne .
- 1882 : 41e régiment d’infanterie
- 1914 : à la mobilisation, il met sur pied son régiment de réserve, le 241e régiment d'Infanterie
- 1923 : dissolution (traditions gardées par le 71e RI)
- 1929 : Reconstitution et incorporation dans la 19e Division d'infanterie.
- 1940 : dissolution à l'issue de la campagne de France.
- 1940 : Reconstitution à Brive et Saint-Yrieix-la-Perche au sein de l'armée d'armistice.
- 1942 : dissolution après le passage de la ligne de démarcation par les Allemands
- 1944 : 41e régiment d'infanterie, recréé en novembre dans le camp de Coëtquidan, avec les Bataillons F.F.I et F.T.P du Morbihan et d'Ille et vilaine avec pour devise « Hardi Bretagne »)
- 1946 : 41e bataillon d'infanterie
- 1949 : 41e régiment d'infanterie
- 1953 : dissolution
- 1956 : 41e régiment d'infanterie
- 1957 : dissolution
- 1963 : 41e bataillon d'infanterie
- 1964 : 41e régiment d'infanterie
- 1999 : dissolution
- 2019 : groupement de recrutement et de sélection Nord-Ouest - 41e régiment d'infanterie
- 2025 : groupement de recrutement et de sélection Nord-Ouest perd la double appellation mais reste dépositaire du drapeau.

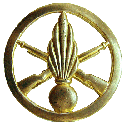
insigne de béret d'infanterie

## Chefs de corps
- 1815 : colonel comte Alphonse Henri d'Hautpoul (**)
- 1823 : colonel Patrice-François-Yves de Cormier
- 1830 : colonel Louis-Jean Poudavigne
- 1833 : colonel Jean Gibon
- 1836 : colonel Jean-Marie Évrard
- 1840 : colonel Christophe Michel Roguet (**)
- 1845 : colonel Patrice de Mac Mahon
- 1847 : colonel Junius-Germinal Lapeyre (*)
- 1852 : colonel Léonard-Jean-Pierre Bourjade
- 1859 : colonel Bertrand-Raoul de Tryon
- 1869 : colonel Félix Gustave Saussier (**)
- 1871 : colonel Didier-Louis Morisot (décédé en service)
- 1873 : colonel Paul-Edouard Arnoux (*)
- 1875 : colonel Gaspard-Henri de Brême (*)
- 1883 : colonel Michel-Pierre-Maurice Tadieu (*)
- 1889 : colonel Pierre-Hippolyte Fleur
- 1897 : colonel Jules-Charles-Edouard Frignet-Despreaux
- 1899 : colonel Martial-Lucien Delor (*)
- 1903 : colonel Félix-Marius-Joseph Le Maire
- 1907 : colonel Maurice Eugène François Baumgarten (**)
- 1908 : colonel Joseph Georges Antoine Masnou (**)
- 1909 : colonel François-Édouard de Teyssière (*)
- 23 mars 1914 - 6 septembre 1914 : lieutenant-colonel Fénelon François Germain Passaga (**)
- 12 septembre 1914 - 3 octobre 1914 : lieutenant-colonel Louis-Grégoire Delmas (tué le 3 octobre 1914 à Neuville-Vitasse, Pas-de-Calais)
- 3 octobre 1914 - 23 novembre 1914 : chef de bataillon Eugène-Victor-Constant Grobert (à titre provisoire)
- 23 novembre 1914 - 23 janvier 1916 : lieutenant-colonel Pierre-Léon Féderhpil
- 23 janvier 1916 - 9 mai 1916 : lieutenant-colonel Henri-Georges-Hubert Clerget (tué le 9 mai 1916 au combat du Four de Paris, lieu-dit sur la commune de Vienne-le-Château)
- 9 mai 1916 -22 avril 1917 : lieutenant-colonel Georges-Benoît Mézière (tué le 22 avril 1917 au Mont-Haut (massif de Moronvilliers, Marne)
- 22 avril 1917 - 8 septembre 1917 : lieutenant-colonel Félix-Armand-Victor-Jean-Baptiste Lemoine (**)
- 8 septembre 1917 - 12 septembre 1917 : chef de bataillon Bouret (à titre provisoire)
- 12 septembre 1917 - 16 janvier 1920 : lieutenant-colonel puis colonel Jean-Alexandre Martinet (*)
- 16 février 1920 - 19 juillet 1923 : colonel Raoul-Uralez de Barbe de la Barthe

- 1937 - 22 juin 1939 : colonel Prignot
- 1940 : lieutenant-colonel Camille Loichot
- 1941 : colonel Piquemal
- 1950 : colonel Dulac
- 1952 : colonel Cadieu

- 1967-1970 : colonel Henry
- 1970-1972 : colonel Geze
- 1972-1974 : colonel Raffin
- 1974-1976 : colonel Mougin
- 1976-1978 : colonel de Maupeou d'Ableiges
- 1978-1980 : colonel Ingouf
- 1980-1982 : colonel Vinot-Préfontaine
- 1982-1984 : colonel Comby
- 1984-1986 : colonel Bertrand
- 1986-1988 : colonel Aubert
- 1988-1990 : colonel Mounier
- 1990-1992 : colonel Ménard
- 1992-1994 : colonel Crochard
- 1994-1996 : colonel Jacops
- 1996-1998 : colonel Isnard
- 1998-1999 : lieutenant colonel Jézéquel  (dissolution)

GRS NO-41e RI
- 2018-2021 : colonel Falissard
- 2021- 2023 : colonel Tissier
- 2023 - (?) : colonel Borrelly

 (*) Officiers qui sont par la suite devenus généraux de brigade 
 (**) Officiers qui sont par la suite devenus généraux de division 

## Historique des garnisons, campagnes et batailles

### Révolution française et Premier Empire

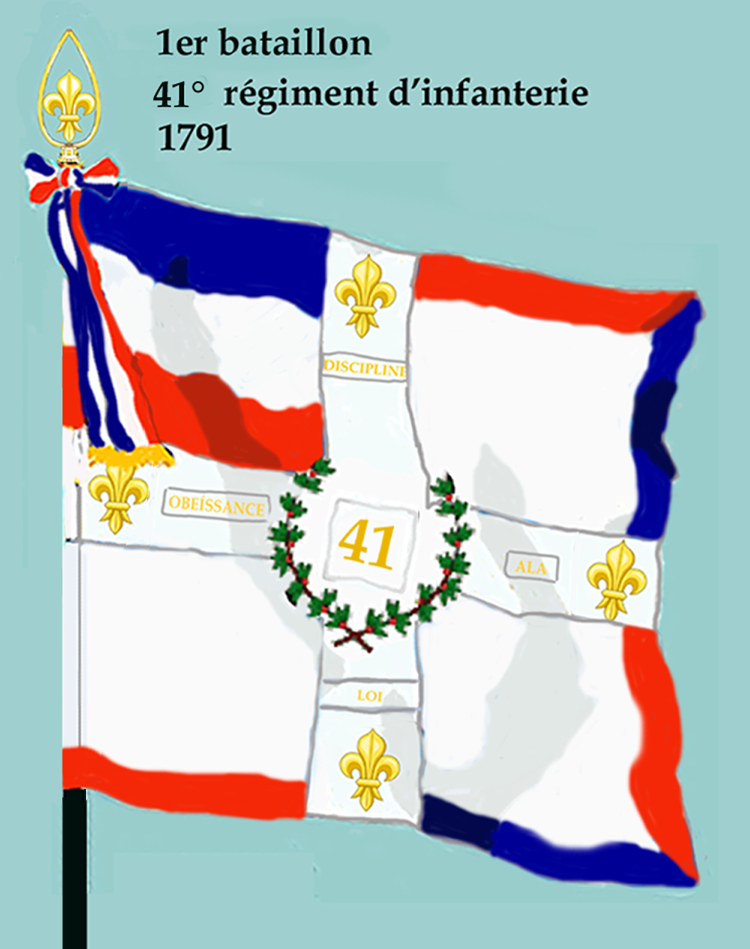
Drapeau du 1er bataillon du 41e régiment d'infanterie de ligne de 1791 à 1793
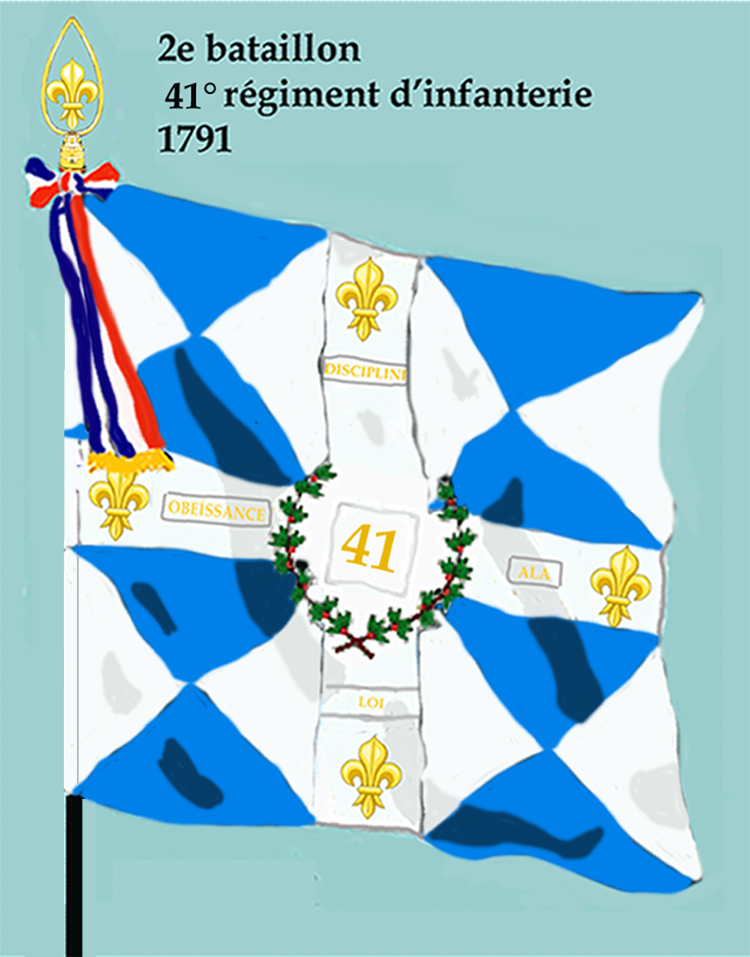
Drapeau du 2e bataillon du 41e régiment d'infanterie de ligne de 1791 à 1793

- 1792 : Le régiment embarque pour les colonies.
- 1793 : 
  - Le 1er bataillon rentre en France et sera incorporé, le 1er frimaire an V (21 novembre 1796), dans la 86e demi-brigade de deuxième formation.
  - Le 2e bataillon reste aux colonies et participe aux batailles et combats de la Révolution haïtienne et de l'expédition de Saint-Domingue. Il sera par la suite fondu dans les régiments coloniaux.
Le no 41 devient vacant.

- 1er - 3 juillet 1795 Siège de Fort Sans-Culotte pendant la Chouannerie, lors de l'expédition de Quiberon. Une partie de la garnison[1], soit 450 prisonniers, se déclarent volontaires pour être enrôlés dans le régiment d'Hervilly.

- 1796 : Reformé en tant que 41e demi-brigade de deuxième formation, avec les unités suivantes :
  - 4e bataillon de la légion de police
  - 7e bataillon des Fédérés Nationaux
  - 1er bataillon de volontaires de la Charente-Inférieure
  - 2e bataillon de volontaires du Gard
  - 3e bataillon de volontaires du Morbihan
  - 4e bataillon de volontaires de l'Aisne
  - 7e bataillon de volontaires de Paris également appelé bataillon du Théâtre-Français

- " La 41e y a fait son devoir." Maréchal Soult, 1800.

### 1815 à 1852
- 1830 : Une ordonnance du 18 septembre créé le 4e bataillon et porte le régiment, complet, à 3 000 hommes[2].
- Armée d'Afrique-Algérie 1839-1848
  - 8-11 novembre 1840 : Enlèvement des matamores de Bou-Chouicha
  - 11 novembre 1843 : combat de l'oued El Malah ou est tué le kalifat, Mohammed Ben Allel dit Sidi-Embarek, conseiller d'Abd-el-Kader et qui était son véritable homme de guerre.
  - " Votre rôle fut brillant dans les combats qui ramenèrent à l'obéissance les tribus révoltées." Général de Lamoricière, 1847.

### 1871 à 1914
- Le 16 août 1870, le 4e bataillon, formé, pour la plupart, de nouveaux arrivants, quitte le dépôt pour créer le 8e régiment de marche qui formera la 2e brigade de la 1re division du 13e corps d'armée[3]

Lors de la réorganisation des corps d'infanterie de 1887, le 4e bataillon forme le 154e régiment d'infanterie

### Première Guerre mondiale
- 10e corps - 19e division - 38e brigade.

En 1914, la caserne du 41e est la caserne Saint Georges, à Rennes. La mobilisation est décrétée le 2 août ; le 5, le drapeau du régiment est présenté au 1er bataillon, par le lieutenant-colonel Passaga. En 1914, le régiment se compose de trois bataillons, presque que des Bretons, provenant des subdivisions de Rennes, Vannes et Saint-Brieuc.
À la 19e division d'infanterie d'août 1914 à juillet 1915, puis à la 131e division d'infanterie jusqu'en novembre 1918.

#### 1914
- Combat de Ham-sur-Sambre, le 21 août 1914

Le 41e régiment d'infanterie doit garder les passages de la rivière Sambre, en Belgique, de Ham-sur-Sambre jusque Floreffe. Il arrive le 20 août et le combat commence le lendemain, d'abord à Jemmapes puis devant Ham-sur-Sambre ; les bataillons sont divisés entre le combat (1er), et la garde des passages à niveau et des ponts (2e et 3e). Les Allemands échouent puis se retranchent. Le lendemain, à la suite d'un combat, les troupes se replient vers la France.
- Combat de Sains-Richeaumont, les 29 et 30 août 1914

Les Allemands sont refoulés dans l'Oise, notamment par le 3e bataillon. Mais le lendemain, la retraite générale est ordonnée.
- Première bataille de la Marne le 7 septembre 1914
- Combat de Craonne le 17 septembre 1914
- Combat de Hurtebise du 18 au 23 septembre 1914
- Combat de Neuville-Vitasse le 2 octobre 1914

#### 1915
- Bataille d'Arras du 9 mai au 16 juin 1915
- Combats du Four de Paris le 8 septembre 1915

#### 1916
- Bataille de Verdun
- Secteur de Flirey
- Offensive de Champagne
- Secteur des Éparges

#### 1917
- Combat de la cote 344 le 2 octobre 1917
- Le 41e régiment d'infanterie dans le secteur Eix-Châtillon le 4 novembre 1917

#### 1918
- Combats de Hangard-en Santerre du 16 au 28 avril 1918
- Combats de Vierzy du 29 mai au 3 juin 1918. Le 28 mai 1918, lors de l'offensive Michael le 41e régiment d'infanterie est chargé de défendre la ligne de front de Vierzy à Tigny. Ralentissant l'avancée allemande, le régiment fini toutefois par être submergé par la pression et est contraint de se replier le 1er juin en lisière de la forêt de Retz puis le 3 juin à l’est de Longpont. Le 4 juin le régiment est décimé : un décompte imprécis  estime les pertes à 15 morts, 213 blessés et 1 365 disparus (la plupart sont prisonniers). Il ne reste que 200 hommes valides[6].

- Seconde bataille de la Marne le 15 juillet 1918
- Bilan : 2 170 hommes tués.

### Entre-deux-guerres
- Le capitaine Brébant prend le commandement de la 6e compagnie du 15 octobre 1929 au 7 décembre 1934.
- Le 41e RI en 1930, était basé à Rennes, caserne Mac-Mahon à l'époque.

### Seconde Guerre mondiale

#### Bataille de France de 1940
Le régiment, dont la garnison est à Rennes, sert au sein de la 19e DI sur la Sarre, sur le Somme et sur l'Oise.
À l'époque, le régiment est un régiment d'active de type "nord-est" à trois bataillons. Début mai 1940, il est stationné à Dietwiller au sud de Mulhouse, pour défendre le Rhin entre Neuf-Brisach et Kembs. Il est commandé par le lieutenant-colonel Camille Loichot depuis le 9 avril 1940.

##### Somme et Oise
Le 15 mai, le 41e RI reçoit l’ordre de se tenir prêt pour faire mouvement. Le 19 mai, le régiment arrive à Ressons-sur-Matz, puis par camion et à pied, il remonte vers le Nord, et arrive dans le Santerre, au sud de la Somme. Il stationne à Estrées-Deniécourt et dans ses environs. Le P.C. du régiment est à Vermandovillers.

La mission générale initiale était de tenter le passage de la Somme dans le cadre d’une offensive visant à relier les armées alliées du Nord. Devant l’impossibilité de monter une telle offensive, la mission devient défensive, et donc d’empêcher les Allemands de franchir la Somme et de progresser vers Paris. Mais les Allemands ont déjà établi des têtes de pont d’infanterie sur la Somme entre Amiens et Péronne et au sud de Péronne.
Dans la première phase de la bataille fin mai, le 41e RI est séparé en deux, le II/41e RI participant aux attaques à l’aile droite de la 19e DI et les deux autres bataillons couvrant l’aile gauche de la division. Les trois bataillons seront regroupés à la gauche de la division pour les combats de début juin.
Les combats commencent le 23 mai à la droite de la division par l’attaque de Villers-Carbonnel par le II/41e appuyé par quelques chars de la 4e DCr nouvellement créée. Le village est pris mais une contre-attaque allemande contraint à l’abandonner le lendemain.

Le 26 mai les combats s’engagent sur la partie Nord du front de la 19e DI avec l’attaque d’Assevillers par le I/41e. Les trois compagnies progressent en terrain découvert après une courte préparation d’artillerie. La progression est rapidement arrêtée et le I/41e se retire sur sa position de départ vers Estrées Dénicourt.

Le 27 mai, pas de combats d’infanterie, mais échanges de tirs d’artillerie. Le 28 mai préparation des positions et tirs d’artillerie. Le 29 mai, des tentatives d’infiltrations allemandes sont repoussées.
Le 31 mai, organisation des défenses. Le général Lenclud remplace le général Toussaint à la tête de la 19e D.I.

Le 1er juin, le village de Fay tenu par le III/41e est attaqué, mais résiste. Les 2, 3 et 4 juin, pas de combats. Le 5 juin l’offensive allemande vers le Sud commence sur le front de la Somme. Dans le secteur de la 19e D.I. l’attaque principale avec des blindés part d’Assevillers, se dirige plein Sud et pèse principalement sur le 117e RI qui est écrasé en deux jours.
Le 41e RI occupe alors les positions suivantes : 
- I/41e à Foucaucourt-en-Santerre au centre
- II/41e à Herleville à gauche
- III/41e à Fay et Soyécourt à droite
- PC à Vermandovillers

L’offensive allemande commence vers 4h30 par l’attaque de Fay, tenu par la 10e compagnie du III/41e. Bien que progressivement encerclée, la 10e compagnie va tenir pendant trois jours face aux Allemands. À Foucaucourt, les Allemands attaquent par le Nord Ouest où ils sont arrêtés par le tir des mitrailleuses, puis font une tentative de contournement par l’Ouest en direction du Sud. Le bataillon commence à manquer de munitions, il faut aller en chercher au PC du bataillon à Vermandovillers.

À Herleville, les 5e et 6e compagnies du II/41e subissent également les attaques des Allemands qui s’infiltrent par un ravin situé au Nord du village. L’artillerie du 10e RAD et du 304e RA qui est positionnée au sud-est près du Bois Étoilé fait l’objet d’une tentative d’encerclement. Les servants du 10e RAD défendent efficacement leurs pièces mais les pièces du 304e RA sont prises par les Allemands. Prévenu, le PC du régiment envoie l’adjudant Tardiveau qui s’est porté volontaire pour une contre-attaque. Il équipe deux chenillettes de ravitaillement de fusils mitrailleurs et avec trois hommes il se porte à l’attaque. Surpris, les Allemands décrochent, les pièces d’artillerie sont reprises. L’adjudant Tardiveau poursuit sa route vers Herleville et met en déroute d’autres Allemands. Au total 216 prisonniers allemands seront faits dans ce secteur. Soyécourt tenu par le III/41e est aussi attaqué mais résiste également.
Le 6 juin, les unités allemandes dépassent le 41e RI. En effet, le 117e RI, son voisin de droite est détruit par les unités blindées allemandes. Sur le front du 41e RI, le PC du régiment à Vermandovillers fait l’objet de tirs d’artillerie allemands. Le clocher de l’église est détruit. De Vermandovillers, on voit les colonnes blindées allemandes se diriger vers le Sud en dépassant le village. De la même façon, Soyécourt tenu par le III/41e subit aussi des tirs d’artillerie qui détruisent également le clocher. La 10e Compagnie continue à tenir Fay. Le I/41e continue à tenir Herleville et repousse trois attaques allemandes durant la journée. Il commence à manquer de vivres et de munitions. Afin d’échapper à l’encerclement allemand, l’artillerie du III/10e RAD qui soutenait le 41e RI se retire vers Lihons. Les troupes s’attendent à une contre attaque française ; une tentative d’attaque de chars a bien été faite le 6 juin au nord de Roye, mais elle échoue. Le commandement de la 6e armée décide de la retraite de la 19e DI.
Le 7 juin, à 2 heures 15, l’ordre de repli parvient au PC du régiment à Vermandovillers. Des instructions sont immédiatement transmises aux trois bataillons du régiment. Le repli devra s’effectuer en direction du Sud Ouest, en prenant appui sur la 7e DINA qui replie en bon ordre. Le PC du régiment se replie en passant par Rosières.

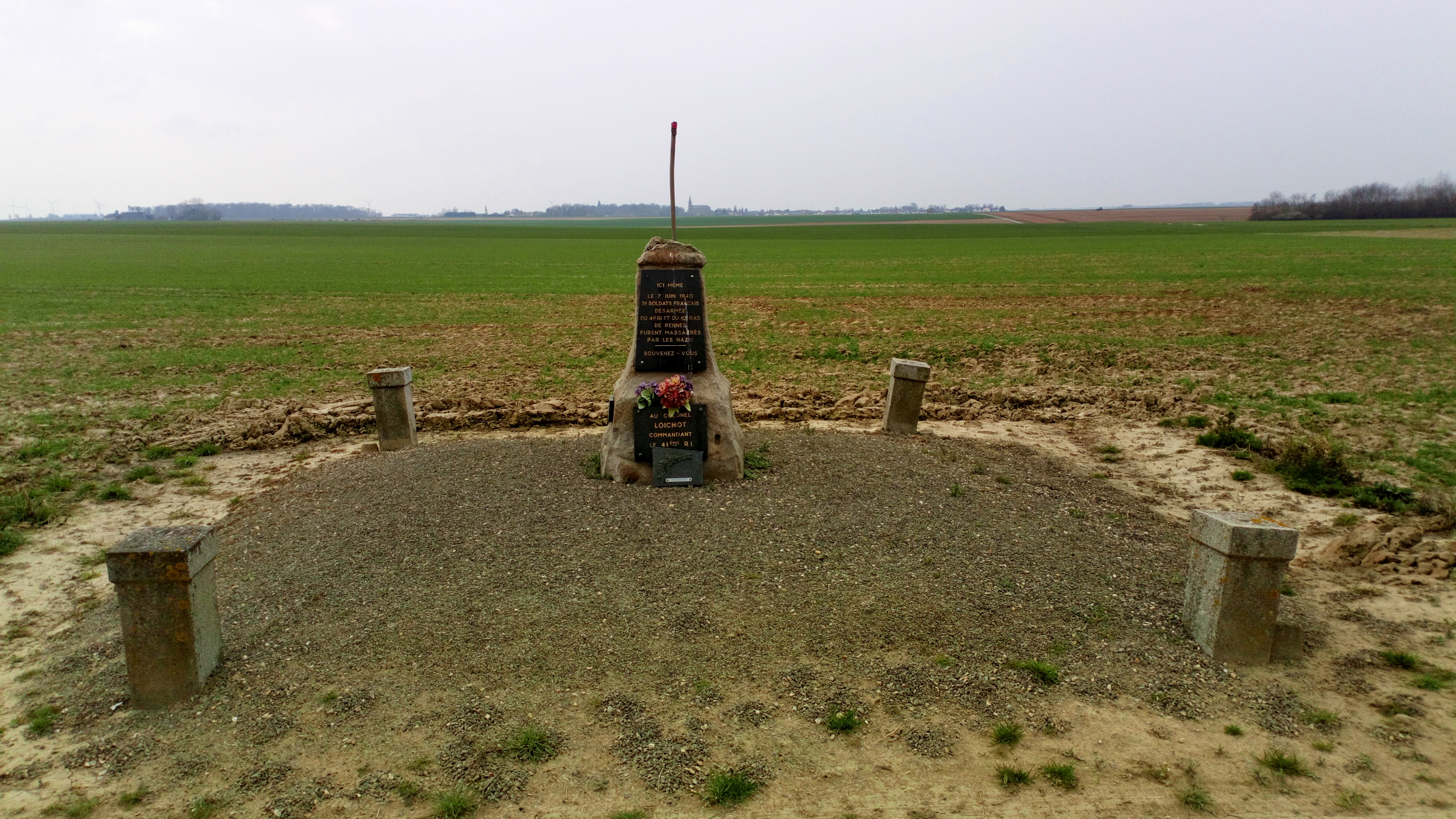
Stèle sur le lieu où les prisonniers de guerre de la 1re compagnie du ont été exécutés le 7 6 1940 à Beaufort-en-Santerre, en compagnie de soldats du 10e RAD.

Le I/41e quitte Foucaucourt en direction de Rosières-en-Santerre, mais les Allemands viennent de s’y établir. La 1re compagnie tente de passer en force mais n’y parvient pas et les sections se dispersent pour tenter le passage des lignes allemandes. La 4e section est capturée près de Beaufort-en-Santerre. Des Waffen SS abattent les prisonniers à la mitrailleuse ; il y a 30 tués, deux blessés qui mourront plus tard, et seulement deux survivants. Les 2e et 3e compagnies constatent que Rosières est occupé et se replient sur Lihons. Les Allemands passent à l’attaque du village. Les deux compagnies se dispersent alors pour tenter une percée vers le Sud par petits groupes. La plupart seront capturés.

Le II/41e réussit en revanche son repli jusqu’à Davenescourt près de Montdidier où il retrouve le PC du régiment. Au III/41e, la 9e compagnie suit le II/41e dans sa retraite. La 10e compagnie reste encerclée à Fay. Par défaut de munitions, la compagnie doit se rendre ; il reste une centaine d’hommes valides, mais environ 50 blessés.
Le 8 juin, la marche vers le sud continue. Le régiment arrive le 9 juin au matin à Pont-Sainte-Maxence sur l’Oise. Le 10 juin, des camions arrivent enfin pour transporter le régiment. Passant par Senlis et Chantilly, le 41e RI arrive à Précy-sur-Oise. Il reste environ 400 hommes du 2e bataillon et 180 hommes du 3e bataillon, plus des hommes de la CHR, de la CRE et de la CDAC. Le 11 juin les 6e et 7e compagnies qui sont installées sur la rive Sud de l’Oise entre Boran et Précy sur Oise font l’objet d’une attaque allemande. Le 12 juin au soir, ordre est donné de se replier pour aller tenir l’Ourcq au Nord de Paris. Les fantassins du 41e RI partent à pied. À Gonesse, ils embarquent sur des camions qui les conduisent finalement à Noisy-le-Grand sur la Marne.

##### Retraite et dissolution
Le 13 juin, Paris est déclaré ville ouverte et toute possibilité de résistance près de Paris s’évanouit. Le 14 juin, le 41e RI doit donc se replier sur la Seine en amont de Paris, vers Corbeil. Le 15 juin, le repli se poursuit par des voies différentes pour le II/41e et le III/41e. Celui-ci embarque dans un train à La Ferté-Alais et débarque vers Gien, pour rejoindre à pied le reste du régiment au Nord de Romorantin, vers Neung sous Beuvron. Le 18 juin, ordre de départ vers le Sud est à nouveau donné. Le lieutenant-colonel Loichot remonte en voiture vers La Ferté Saint Aubin pour aller chercher la 5e compagnie qui avait été laissée dans cette ville pour former un bouchon contre les Allemands. Il est capturé par les Allemands au sud de La Ferté Saint Aubin. Le commandant Jan, du III/41e prend alors le commandement du 41e RI.
Le 20 juin, les restes du 41e RI tiennent la rive sud du Cher au sud de Romorantin. Mais devant la pression allemande et en l’absence de défense organisée, le 41e RI doit se replier à nouveau. Les restes du régiment se regroupent sur les bords du Lot, à l’est de Cahors. L’effectif est réduit à 17 officiers, 63 sous-officiers, et 446 hommes de troupe. À la mi-juillet, les unités constituant la 19e DI dont le 41e RI se regroupent au sud de Limoges pour procéder à la dissolution de la division et à la démobilisation des hommes.

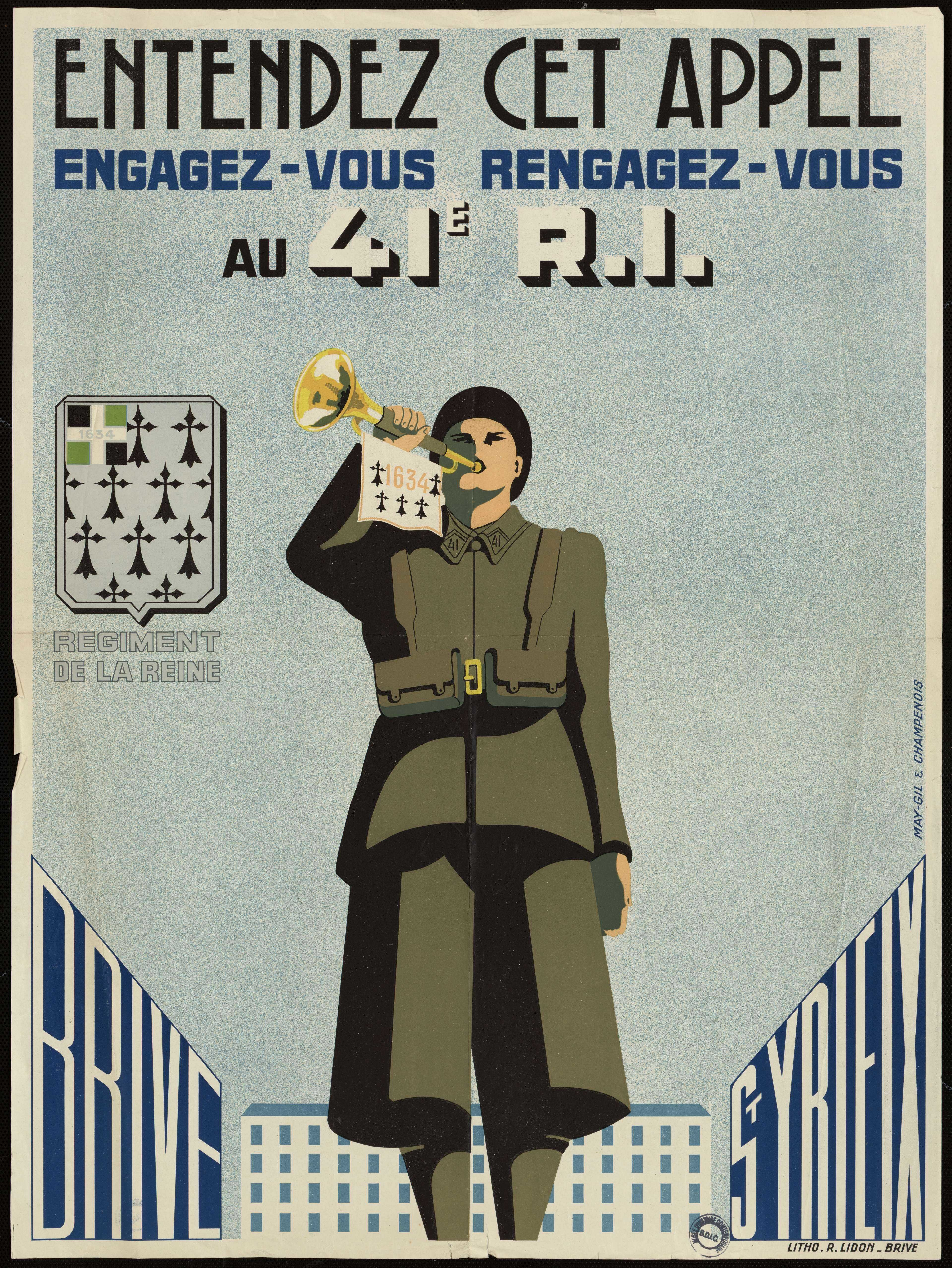
Affiche de recrutement pour le de l'Armée d'armistice.

Le 41e RI est reconstitué à Brive le 28 août 1940 pour faire partie de l’Armée d’Armistice.
Le 7 juillet 1942, le maréchal Pétain parti du camp de La Courtine arrive à Ussel et reçoit les honneurs du 41e régiment d'infanterie, puis il regagne son train spécial en gare d'Ussel.
Le régiment est dissous en novembre 1942, à l'invasion de la zone libre par l'armée allemande.

#### 1944
En 1944 les opérations militaires pour la libération du territoire Français en 1944 commencent pour l’infanterie française, en Bretagne où, dans la nuit du 5 au 6 juin, puis dans celle du 9 au 10 juin, 500 parachutistes du 4e bataillon d’infanterie de l’Air (SAS), avec le commandant Pierre-Louis Bourgoin, sautent dans le Morbihan, pour donner la main aux FFI bretons, qui se mobilisent. Un débarquement était envisagé dans l’embouchure de la Vilaine, mais ce projet est abandonné le 18 juin. Les réactions allemandes sont vives : de violents combats ont lieu, en particulier, à Saint-Marcel le 18 juin, à Vioreau et à Dinan. Les FFI encadrés y prennent part et subissent de sérieuses pertes : 116 morts dont 30 pour le maquis de Saint-Marcel. Mais ces maquis retiennent huit divisions allemandes qui manqueront à la bataille du débarquement allié. Une partie de ceux-ci formera, dès 1944, le 41e RI dont le drapeau porte l’inscription : Saint Marcel 1944. Le 41e RI est recréé en 1944 à partir de bataillons FFI bretons. Intégré à la 19e DI il participe à la libération des poches de Lorient et Saint-Nazaire en mai 1945.

### Depuis 1945 à nos jours
- Le 41e RI participe pendant quelques mois (décembre 1945 - mars 1946) à l'occupation de l'Allemagne au sein de la 19e DI dans le cadre des TOA.

- La square de La Motte à Rennes abrite le monument aux morts pour la France du 41e pour toutes les guerres 1870-1871, 1914-1918, 1939-1945[9].
- A partir de 1957, le 41e Régiment d'infanterie est un centre important d'instruction et pendant la guerre d'Algérie, il forme des soldats appelés à aller combattre en Afrique du Nord.

- De 1965 à 1979, le 41e Régiment d'infanterie réside au Camp de la Lande d'Ouée (35 Saint-Aubin-du-Cormier). Le Colonel Gilbert Henry sera le Chef de corps du 41e régiment d'infanterie de ligne à la Lande d'Ouée en 1967-1970.
- En 1978, il participe activement à l'opération polmar à la suite du naufrage de l'Amoco Cadiz.

- Le 41e Régiment d'infanterie est implanté en 1979 à Dinéault au lieu-dit « ty-vougeret » (près de Châteaulin) dans le Finistère. Sa mission opérationnelle est la protection permanente des sites de le Force Océanique Stratégique implantés dans ce département breton.
- En 1986, le quartier de ty-Vougeret, base du Régiment de la Reyne infanterie, est rebaptisé "Quartier de La Tour d'Auvergne".

- Au sein de la Force d'Action Rapide (FAR) Le régiment intègre la 9e division d'infanterie de marine de 1979 à 1991 et participe activement aux Opérations extérieures.

- En 1992 il sera rattaché au commandement Terre de la région Ouest.

- En 1994, le régiment des Gours (soldats) bretons accueille le Drapeau et la salle d'honneur du 46e régiment d’infanterie à la suite du retour en France des unités françaises basées à Berlin Ouest (46eRI & 11e chasseurs) au quartier Napoléon (dit de l'Œuf).

- En 1999  les locaux sont finalement cédés à la gendarmerie pour y implanter une école.

- En 2014, l'Amicale des anciens du 41e Régiment d'infanterie a été créée, association loi de 1901 n° W292003857, en date 31 mars 2014.

- Le 20 décembre 2018, le drapeau du régiment est confié au groupement de recrutement et de sélection Nord-Ouest de Saint-Jacques-de-la-Lande.
- Le 18 juin 2019, le Groupement de recrutement et de sélection Nord-Ouest change d'appellation : il s'appelle désormais Groupement de recrutement et de sélection Nord-Ouest - 41e Régiment d'infanterie[10].
- L'association loi de 1901 n° W292007927 "41e Régiment d'infanterie - Histoire, Traditions, Mémoire" est créée en novembre 2023.
- Le 1er juillet 2025, doubles appellations sont supprimées. Le GRS NO - 41e RI reprend l'appellation de groupement de recrutement et de sélection Nord-Ouest. Il conserve la garde de l'emblème du 41e régiment d'infanterie[11].

## Devise
« Hardi Bretagne, Hardi la Reyne »

## Insignes

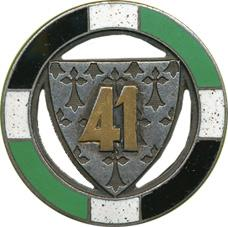
Insigne régimentaire du 41e régiment d’infanterie (1936 - 1940)
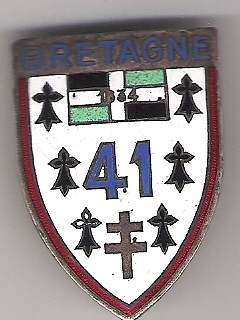
Insigne régimentaire du 41e régiment d’infanterie (1945 - 1999)

## Drapeau
Il porte, cousues en lettres d'or dans ses plis, les inscriptions suivantes :
- Gênes 1800
- Anvers 1832
- Isly 1844
- Magenta 1859
- Artois 1915
- Les Monts 1917
- la Marne 1918
- Saint-Marcel 1944

## Décorations
Le régiment reçoit la fourragère aux couleurs du ruban de la Croix de guerre 1914-1918.
Sa cravate est décorée de la Croix de guerre 1914-1918  avec deux citations à l'ordre de l'armée, une citation au corps de cavalerie, une citation à l'ordre de la division.
De la Croix de guerre 1939-1945  avec 1 palme et de la Médaille d'or de la Ville de Milan .
la 6e Compagnie qui s'était presque entièrement sacrifiée, est citée à l'ordre du corps d'armée, juin 1915.
Le général commandant le 1er corps de Cavalerie cite à l'ordre du corps de cavalerie le 41e RI, à la suite des combats les 17, 18, 19, 20 juillet 1918, bois de Boursault, Œuilly, Cense-Carrée.

### Campagnes
- Guerre de Trente Ans (1635-1648)
- La Fronde (1649-1652)
- Espagne (1653-1659)
- Guerre de Dévolution (1667-1668)
- Guerre de Hollande (1672-1678)
- Luxembourg (1684)
- Ligue d'Augsbourg (1688-1697)
- Guerre de Succession d'Espagne (1701-1714)
- Italie (1733-1734)
- Guerre de Succession d'Autriche (1740-1748)
- Canada (1755-1760)
- Guerre de Sept Ans (1760-1763)
- Saint-Domingue (1792)
- Rhin 1794-1796 - Italie (1799-1800)
- Belgique (1832)
- Algérie (1839-1847), (1855-1859)
- Italie (1859)
- Guerre contre la Prusse (1870-1871)
- Algérie (1881-1882)
- Première Guerre mondiale (1914-1918)
- Campagne de France (1939-1940)
- Libération de la France (1944-1945)
- AFN (1956-1957)
- Guerre du Liban (1984 et 1985 - FINUL, CEA, CCS, 2e et 3e Compagnies de combat au sein de la 9e DIMA)
- Berlin (1992, 2e compagnie de combat détaché auprès du 11e Chasseur)
- Cambodge (1993, APRONUC, 2e compagnie de combat détachée auprès de la 11e DP)
- Ex-Yougoslavie (1995, ONU et OTAN, 4e compagnie de combat)
- Sud-Liban (1997, FINUL, 2e compagnie de combat, CCL)

## Faits d'armes faisant particulièrement honneur au régiment
- la 6e compagnie qui s'était presque entièrement sacrifiée, est citée à l'ordre du corps d'armée, juin 1915.
- « A défendu pendant six jours, pied à pied, le terrain avec une ténacité et un courage admirables », 1918.
- « A tenu magnifiquement », 1940.

## Personnalités ayant servi au régiment
- Napoléon-Charles Bonaparte (1839-1899) y fut chef de bataillon en 1870[13].
- Théodore Botrel (1868 - 1925)[Quand ?], chansonnier des armées
- Frédéric Geille (1896-1976), appelé à servir en tant que militaire du rang au sein du 41e RI durant la Première Guerre mondiale, il finira après 3 ans de présence avec le grade de sous-lieutenant et il y obtiendra sa première citation. Par la suite, il décide de rejoindre l'aéronautique militaire où il continuera le combat. Après l'obtention du brevet de pilote en 1920, puis du brevet militaire de parachutisme en Union soviétique en 1935, il sera le père fondateur du centre d'instruction de parachutisme de l'armée de l'air la même année à Pujaut. Dans ce premier centre de formation de parachutisme militaire Français, seront formés les 601e et 602e GIA (Groupement d'infanterie de l'Air), qui donneront plus tard en 1943  le 1er RCP (Régiment de Chasseurs Parachutistes), le plus ancien et le plus décoré de tous les régiments de parachutistes Français. Il y combattra à sa tête durant la campagne des Vosges.
- Jean-Baptiste-Jacques-Alexandre Le Boursier (1777–1821), major « à la suite » du 41e régiment le 8 octobre 1814.
- Léon Lenouvel (1891-1940), engagé volontaire au régiment, 1911-1914
- Général Marie Théodule Leschères (1836-1906), alors capitaine[14]
- Le maréchal de Mac Mahon (1808-1893) a commandé ce régiment en 1845. Il a voulu pour lui un refrain très sonore, dont les paroles ont été inventées sur le champ par un zouave farceur[réf. souhaitée].
- Jean-Julien LEMORDANT, le « Goya breton », (1914 - 1916)
- Louis Bobet, dit Louison Bobet (1944 - 1945)
- Claude Simonet (1930-2023), gardien de l'équipe de football régimentaire, championne de France militaire en 1951.

## Bagad
Il est l'unique régiment de l'Armée de Terre à avoir eu un bagad militaire. Les sonneurs bretons de cornemuse et de bombarde avaient ainsi le choix entre l'infanterie avec le 41e RI et la Marine avec le bagad de Lann-Bihoué.
Créé en 1963, il sera actif jusqu'en 1999, année de la dissolution du régiment. Certains sonneurs rejoindront de 3e Régiment d'infanterie de marine de Vannes.

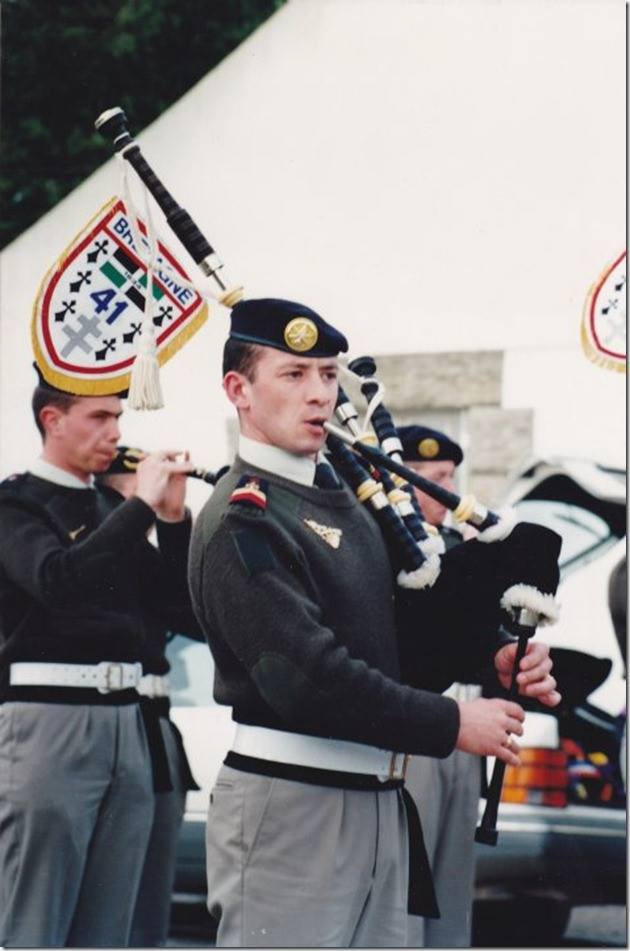

### Sources et bibliographie
- Archives M.Prigent.j association Bretagne 1914-1918.
- Henri Charles-Lavauzelle, Historique sommaire du 41e régiment d'infanterie, éditeur militaire, Paris, 1920.
- Revue d'information des troupes françaises d'occupation en Allemagne, no 5 février 1946.
- Les Heures glorieuses du 41e R.I., Job de Roincé, Rennes, 1965.
- Souvenirs et témoignages sur les opérations et les combats de la 19e division pendant la Guerre 1934-1940, par le R.P. Louis Bourdais, Rennes, 1947.
- Journal de marche du IIIe bataillon du 41e R.I., SHD Vincennes.
- 1916 Deux régiments bretons à Verdun - Christophe Guerin, Yann Lagadec, 2016.